# 莱昂古城
萊昂古城（西班牙語：León Viejo）是尼加拉瓜的世界遺產。它是莱昂原始建造城市的位置，為萊昂省中拉巴斯莫莫通博港的現址。現由尼加拉瓜文化學院（尼加拉瓜文化研究所）管理。
萊昂古城是美洲唯一一座16世紀的殖民城市，歷史上從未遭受過城市規劃的改建。這一點使它在2000年列入世界遺產。

## 外部連結
- 莱昂古城網站 （页面存档备份，存于）
- 尼加拉瓜莱昂古城介紹 （页面存档备份，存于）